# エドワード・スペンサー (第8代スペンサー伯爵)
第8代スペンサー伯爵エドワード・ジョン・スペンサー（英: Edward John Spencer, 8th Earl Spencer, MVO、1924年1月24日 - 1992年3月29日）は、イギリスの貴族、政治家。
爵位を継承する1975年以前はオールトラップ子爵（Viscount Althorp）の儀礼称号を使用した。愛称はジョニー（Johnnie）。
ダイアナ元皇太子妃の父。ウィリアム皇太子、ヘンリー王子の祖父。ジョージ王子、シャーロット王女、ルイ王子、アーチー・マウントバッテン＝ウィンザーの曾祖父。

## 経歴
1924年1月24日、第7代スペンサー伯爵アルバート・エドワード・ジョン・スペンサーと、その夫人シンティア（第3代アバコーン公爵ジェームス・ハミルトンの娘）との長男として、ロンドン・ベイズウォーターの自宅で生まれる。代父母は国王ジョージ5世の王妃メアリーと皇太子エドワード（後の国王エドワード8世）だった。
イートン校からサンドハースト王立陸軍士官学校に進学した。第二次世界大戦には竜騎兵第2連隊の大尉として従軍した。戦後は1950年まで南オーストラリア総督の補佐官を務めた。
その後、1954年まで国王ジョージ6世や女王エリザベス2世に侍従として仕えた。女王と王配フィリップのオーストラリア訪問にも同行した。1954年にロイヤル・ヴィクトリア勲章メンバー（MVO）を受勲。
1954年にファーモイ男爵家令嬢フランセス・バーク・ロッシュと最初の結婚をし、ノーフォーク・サンドリンガムのパーク・ハウスで新婚生活を開始した。彼女との結婚を機に軍を退役し、王立農業大学に1年ほど入学して農場経営を学んだ。フランセスとの間に5子を儲けるが、1969年に離婚した。
1970年にはノーフォークの治安判事に就任した。

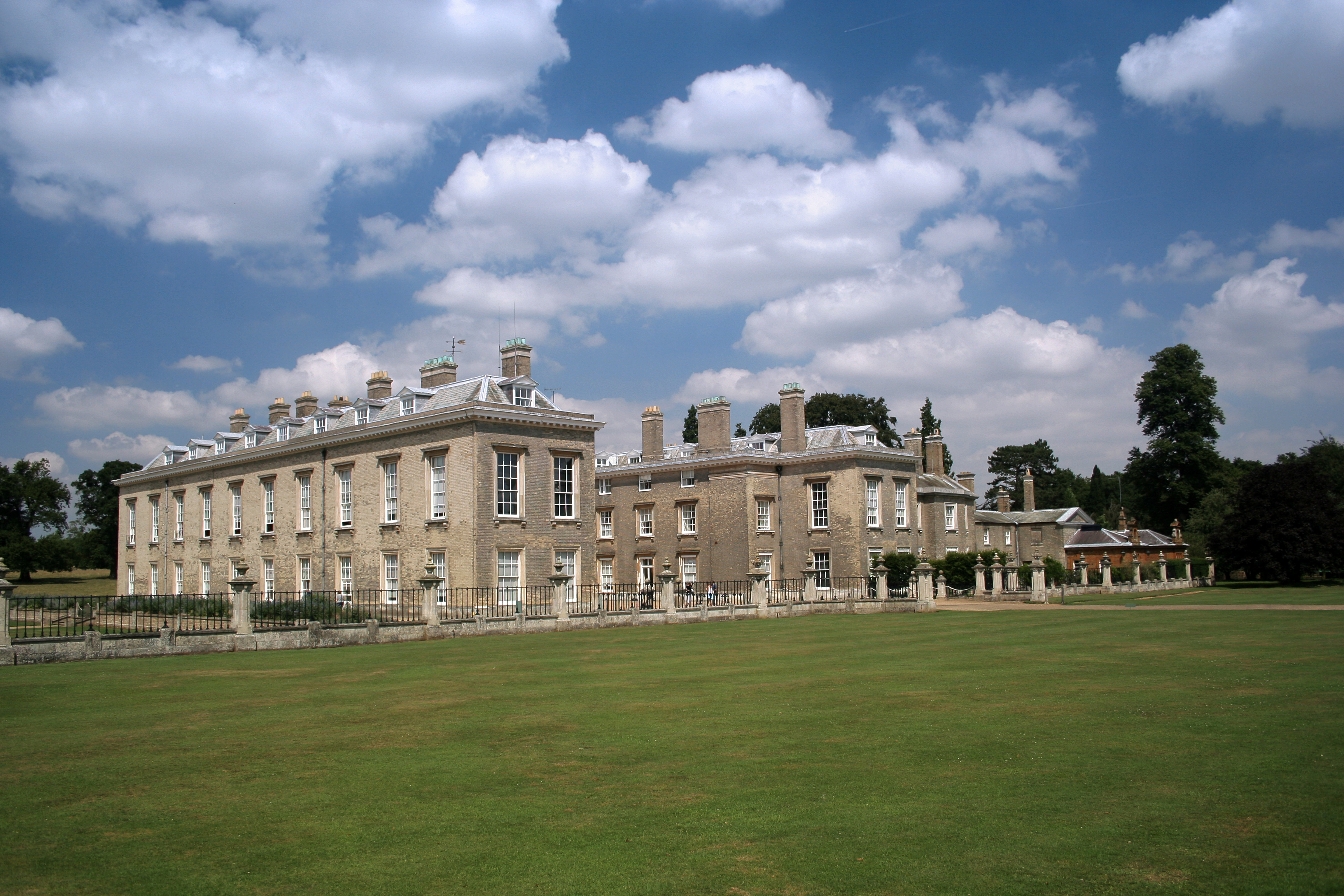
スペンサー伯爵家本邸のオルソープ邸

1975年6月に父の死によりスペンサー伯爵位を継承し、貴族院議員に列する。またスペンサー伯爵家の本邸であるオルソープ邸へ移住する。スペンサー家はノーサンプトンシャーに1万3000エーカーもの土地を所有する大地主であり、オルソープ邸は多くの美術品が飾られて博物館のようになっていた。立太子前の浩宮徳仁親王もここを訪れ、訪問帳にサインしている。
1977年にはレイン・レッグと再婚した。
1978年11月に脳溢血で倒れ、病院に担ぎ込まれ、生死の境をさまよったが、なんとか蘇生した。
1981年7月29日に先妻との間の三女ダイアナがチャールズ3世（当時皇太子）とセントポール大聖堂で結婚した。スペンサー卿は、ダイアナが乗るクラレンス・ハウスから大聖堂に向かう馬車に同乗していたが、この際にダイアナに「私は本当にお前のことを誇りに思うよ」と述べたという。また馬車のパレードを気に入り、群衆に盛んに手を振った。倒れて以来健康状態がよくなかったスペンサー卿だが、大聖堂のバージンロードをダイアナとともに歩く役割を無事に果たした。彼はこの日のために何度もセントポール大聖堂に通って長い通路を歩く練習をして式に臨んだのだった。彼は後に「たとえ命を縮めてでも、ダイアナに付き添う覚悟だった。父親の義務だからな。例え死んだとしても辞める気はなかった。しかし本当のことを言うと、あの日、私がダイアナを支えていたのではなく、ダイアナが私を支えていたのだよ。優しい娘だ」と述懐している。
1982年6月21日にダイアナが西ロンドンのセント・メアリー病院でウィリアム王子を出産した。未来の国王にスペンサー伯爵家の血が流れることを喜んだスペンサー卿は所有するロールス・ロイスでただちに病院に駆けつけ、孫の顔を見た。その帰途、病院の外で待ち構えていた記者団に対して王子の顔立ちの美しさを嬉しそうに語った。
ダイアナが我がままを押し通して王室に仕える使用人を次々に辞職させているとの批判が高まった際、スペンサー卿はマスコミの取材に対して「ダイアナはいつも自分の思い通りにするのです。殿下も今頃それがお分かりになったと思います」と語った。
1985年にはロンドンの邸宅スペンサー・ハウスを96年契約でロスチャイルド卿のRIT・キャピタル・パートナーズに賃貸した。ロスチャイルド卿は2000万ポンドもの巨費を投じてその内装を18世紀の状態に復元している。
1992年3月21日に肺炎のためロンドンのヒューマナ・ウェリントン病院（Humana Wellington Hospital）に入院したが、3月29日に心臓発作により死去した。息子のチャールズによれば肺炎は快方に向かっており、2、3日後に退院する予定だったが、以前倒れた時に弱っていた心臓が発作を起こして急死したという。この時ダイアナは皇太子や2人の王子とともにオーストリアでスキー旅行中だったが、姉からの電話で父の死を知らされ、泣き崩れたという。地元の教会で行われた葬儀においてダイアナは「亡くなられてとても寂しく思っています。私はお父様を永遠に愛し続けます。ダイアナ」というメッセージを添えた白百合とスイートピーの花を霊前にささげた。
爵位と家督は息子のチャールズが継承した。

## 逸話
- ガイ・フォークス逮捕記念日に地元で花火ショーを行って地元民を喜ばせたことがある[20]。
- ダイアナの7歳の誕生日にはヒトコブラクダをダドリー動物園から半日借りてきて、子供たちをラクダに乗せたという[20]。

## 栄典

### 爵位
1975年6月9日に父アルバートから以下の爵位を継承した。
- 第8代スペンサー伯爵 (8th Earl Spencer)
（1765年11月1日の勅許状によるグレートブリテン貴族爵位）
- ノーサンプトン州におけるオールソープの第8代スペンサー子爵 (8th Viscount Spencer, of Althorp in the County of Northampton)
（1761年4月3日の勅許状によるグレートブリテン貴族爵位）
- ノーサンプトン州におけるオールソープの第8代オールソープ子爵 (8th Viscount Althorp, of Althorp in the County of Northampton)
（1765年11月3日の勅許状によるグレートブリテン貴族爵位）
- ノーサンプトン州におけるグレート・ブリントンの第3代オールソープ子爵 (3rd Viscount Althorp, of Great Brington in the County of Northampton)
（1905年12月19日の勅許状による連合王国貴族爵位）
- ノーサンプトン州におけるオールソープのオールソープの第8代スペンサー男爵 (8th Baron Spencer of Althorp, of Althorp in the County of Northampton)
（1761年4月3日の勅許状によるグレートブリテン貴族爵位）

### 勲章
- 1954年、ロイヤル・ヴィクトリア騎士団(勲章)メンバー（MVO）[6]

### 名誉職その他
- 1959年、ノーサンプトンシャー州長官（英語版）[6]

## 家族
1954年、社交界で知り合った第4代ファーモイ男爵モーリス・バーク・ロッシュの娘フランセスと結婚した。結婚式はウェストミンスター寺院で行われ、女王エリザベス2世や皇太后エリザベスも出席した。フランセスとの間に以下の5子を儲ける。
- 第1子（長女）セーラ・スペンサー （1955年-）： ニール・エドマンド・マッコーコデールと結婚。
- 第2子（次女）ジェーン・スペンサー（1957年-） ： フェローズ男爵ロバート・フェローズと結婚。
- 第3子（長男）ジョン・スペンサー（1960年） ： 生後10時間で死去[22]。
- 第4子（三女）ダイアナ・スペンサー（1961年-1997年） ： 1981年にチャールズ3世と結婚したが1996年に離婚。
- 第5子（次男）チャールズ・スペンサー（1964年-） ： 第9代スペンサー伯爵位を継承。

しかしやがてフランセスとの夫婦仲は険悪になり（ダイアナは客間のドアの後ろに隠れていた時、両親が激しく口論していたのを記憶している）、フランセスは裕福な実業家ピーター・シャンド・キッドと浮気するようになった。1969年4月にエドワードとフランセスは正式に離婚した。妻の浮気の事実や貴族の地位が有利に働き、親権はエドワードが得た。子供たちはエドワードの下で暮らし続けたが、毎週末にはロンドンにいるフランセスの下に通ったという。フランセスはエドワードとの離婚後すぐにピーターと再婚したが、ピーターは陽気な男だったので、ダイアナら義理の子供たちとの関係も良かったという。
一方エドワードの方は、スペンサー伯爵爵位を継いだ後の1977年にはロマンス小説家バーバラ・カートランドの娘で、ダートマス伯爵夫人のレインと再婚した。レインは1962年に第9代ダートマス伯爵ジェラルド・レッグと結婚し、彼との間に子供を4人儲け、また派手な言動で知られるロンドン市議会女性議員でもあり、1975年にはスペンサー卿との共著でロンドン市議会に関する『英国の伝統とは』を出版した。そして1977年に至ってダートマス卿と離婚し、スペンサー卿と再婚したという経緯であった。彼女は仕切り屋で博物館のようなスペンサー家の邸宅を実際に有料博物館にして事業化し、飾られている美術品を多数売却した。また屋敷を変な風に修繕をする癖があった。ダイアナら義理の子供たちはこうした「屋敷破壊行為」を嫌悪感を持って見ていたため、継母との関係がよくなかった。